# Melting
Albums de Hyuna
Bubble Pop!
(2011) A Talk
(2014)
Singles
1. Ice Cream
Sortie : 21 octobre 2012

Melting est le second mini-album de la chanteuse sud-coréenne Hyuna. Il est sorti le 21 octobre 2012 avec comme titre promotionnel "Ice Cream".

## Liste des pistes
| 1.    | Don't Fall Apart (흐트러지지 마)                  | Beatamin                                | Beatamin                                                    | 02:54 |
| 2.    | Ice Cream (Feat. Maboos)                          | Brave Brothers (용감한 형제)            | Brave Brothers (용감한 형제), Elephant Kingdom (코끼리왕국) | 03:16 |
| 3.    | Unripe Apple (풋사과; Feat. Jung Il-hoon de BTOB) | Seo Yong-bae, Seo Jae-woo, Jung Il-hoon | Seo Yong-bae, Seo Jae-woo                                   | 03:17 |
| 4.    | To My Boyfriend (내 남자친구에게)                 | Hyuna, Son Young-jin, Im Sang-hyuk      | Son Yong-jin, Im San-hyuk                                   | 03:44 |
| 5.    | Very Hot                                          | Hyuna, Kim Lee-won                      | Hyuna, Kim Lee-won, Shinsadong Tiger                        | 03:42 |
| 16:53 |                                                   |                                         |                                                             |       |

| Taiwan Special Édition CD (Cube #3279875) - bonus tracks | Taiwan Special Édition CD (Cube #3279875) - bonus tracks | Taiwan Special Édition CD (Cube #3279875) - bonus tracks | Taiwan Special Édition CD (Cube #3279875) - bonus tracks | Taiwan Special Édition CD (Cube #3279875) - bonus tracks | Taiwan Special Édition CD (Cube #3279875) - bonus tracks | Taiwan Special Édition CD (Cube #3279875) - bonus tracks | Taiwan Special Édition CD (Cube #3279875) - bonus tracks | Taiwan Special Édition CD (Cube #3279875) - bonus tracks | Taiwan Special Édition CD (Cube #3279875) - bonus tracks |
| No                                                       | Titre                                                    | Auteur                                                   | Producteur(s)                                            | Durée                                                    |                                                          |                                                          |                                                          |                                                          |                                                          |
| -------------------------------------------------------- | -------------------------------------------------------- | -------------------------------------------------------- | -------------------------------------------------------- | -------------------------------------------------------- | -------------------------------------------------------- | -------------------------------------------------------- | -------------------------------------------------------- | -------------------------------------------------------- | -------------------------------------------------------- |
| 6.                                                       | Bubble Pop!                                              | Shinsadong Tiger, Choi Kyu-sung                          | Shinsadong Tiger, Choi Kyu-sung                          | 3:33                                                     |                                                          |                                                          |                                                          |                                                          |                                                          |
| 7.                                                       | Change (feat. Yong Jun-hyung de Beast)                   | Shinsadong Tiger                                         |                                                          | 3:32                                                     |                                                          |                                                          |                                                          |                                                          |                                                          |
| 8.                                                       | Downtown (featuring Jeon Ji-yoon de 4Minute)             | Shinsadong Tiger, Choi Kyu-sung                          | Shinsadong Tiger, Choi Kyu-sung                          | 3:23                                                     |                                                          |                                                          |                                                          |                                                          |                                                          |
| 9.                                                       | A Bitter Day (featuring G.NA et Yong Jun-hyung de Beast) | Choi Kyu-sung, Yong Jun Hyung                            | Choi Kyu-sung                                            | 3:47                                                     |                                                          |                                                          |                                                          |                                                          |                                                          |
| 10.                                                      | Just Follow (featuring Dok2)                             | Dok2                                                     | Dok2                                                     | 3:25                                                     |                                                          |                                                          |                                                          |                                                          |                                                          |
| 34:06                                                    |                                                          |                                                          |                                                          |                                                          |                                                          |                                                          |                                                          |                                                          |                                                          |

| 1. | Ice Cream   |  |
| 2. | Bubble Pop! |  |
| 3. | Change      |  |

## Classement
| Classement                 | Meilleure position |
| -------------------------- | ------------------ |
| Gaon Weekly albums chart   | 5                  |
| Gaon Monthly albums chart  | 11                 |
| Oricon Weekly albums chart | 158                |

### Ventes et certifications
| Classement            | Quantité |
| --------------------- | -------- |
| Gaon physical sales   | 12 297,  |
| Oricon physical sales | 1 337    |

## Historique de sortie
| Pays         | Date            | Format                   | Label              |
| ------------ | --------------- | ------------------------ | ------------------ |
| Corée du Sud | 21 octobre 2012 | téléchargement numérique | Cube Entertainment |
| Corée du Sud | 22 octobre 2012 | CD                       | Cube Entertainment |
| États-Unis   | 23 octobre 2012 | téléchargement numérique | Cube Entertainment |